# هوبرت هامرر
هوبرت هامرر (انگلیسی: Hubert Hammerer; ۱۰ سپتامبر ۱۹۲۵ – ۲۴ مارس ۲۰۱۷) تیرانداز اهل اتریش بود.
وی در مسابقات کشوری و بین‌المللی در مجموع برندهٔ ۱ مدال طلا شده‌است.